# José Araquistáin
José Araquistáin Arrieta (* 4. März 1937 in Azkoitia) ist ein ehemaliger spanischer Fußballspieler, der mit der Nationalmannschaft seines Heimatlandes an der Fußball-Weltmeisterschaft 1962 teilnahm. Er spielte auf der Position des Torwarts.

## Karriere
Arrieta wurde am 4. März 1937 im nordspanischen Azkoitia im Baskenland geboren. Zunächst spielte er für CD Elgoibar, ehe er von der Talentsuche von Real Sociedad San Sebastián entdeckt wurde. Nach einigen Jahren in der Jugendabteilung des spanischen Traditionsvereins wurde er 1956 in die Profimannschaft aufgenommen. Nach fünf Jahren und 106 Spielen für Sociedad wechselte der Torhüter 1961 weiter zu Real Madrid, wo er jedoch an Stammkeeper Vicente Train nicht vorbeikam, aber trotzdem Mitglied der zweiten Generation des weißen Ballets unter Führung von Francisco Gento, einem der wenigen Verbliebenen aus der ersten Generation der legendären Real-Mannschaft der späten Fünfziger. 1968 wechselte er dann weiter nach Elche zu Elche CF, wo er drei Jahre als Stammkeeper aktiv war und dann 1971 weiter zu CD Castellón wechselte und dort seine Karriere beendete.
Für die spanische Fußballnationalmannschaft absolvierte José Araquistáin zwischen 1960 und 1962 sechs Länderspiele und spielte die Weltmeisterschaft 1962 als Stammtorhüter.

### Erfolge
- Spanische Meisterschaft (6): 1961/62, 1962/63, 1963/64, 1964/65, 1966/67, 1967/68
- Spanischer Pokalsieger: 1962
- Europapokal der Landesmeister: 1965/66